# 雲嘉南濱海國家風景區
雲嘉南濱海國家風景區是中華民國一個國家級風景特定區，成立於民國92年（2003年），位於台灣西部的嘉南平原上，北為雲林牛挑灣溪至舊虎尾溪，南為鹽水溪，東至省道台17線（不含台61線），西至海域20公尺等深線，行政區跨雲林縣、嘉義縣、台南市。主要的生態特色為濕地生態系統，包括埤塘、水田、鹽田、河口沼澤、沿岸沙洲、潟湖、潮汐灘地等，例如外傘頂洲、好美寮溼地、鰲鼓濕地、北門潟湖。
七股潟湖的周圍景觀是此風景區的重點，附近有七股鹽田、七股鹽山、養殖魚池、紅樹林，冬天有黑面琵鷺會在此過冬。另外，台江國家公園成立後，原臺南縣部份區域劃入台江國家公園。

## 景點
| - 自然生態 - 成龍溼地 - 湖口濕地 - 四湖海岸植物園 - 外傘頂洲 - 產業 - 馬蹄蛤主題館 - 金湖休閒農業區 - 人文 - 金湖萬善爺廟 - 箔子寮濱海休憩區(箔子寮漁港) - 宜梧社區 - 鄭豐喜故居 - 李萬居在地精神啟蒙館(李萬居故居) - 箔仔寮好神村 - 自然生態 - 鰲鼓溼地、鰲鼓溼地平地森林園區 - 朴子溪口濕地 - 東石自然生態展示館 - 好美寮自然保護區 - 布袋港潮間帶休閒生態館 - 南布袋濕地 - 產業 - 新來源醬園 - 白水湖 - 布袋鹽場 - 洲南鹽場 - 布袋遊艇港 - 布袋港觀光魚市 - 朴子市刺繡文化館 - 人文 - 高跟鞋教堂 - 貞愛親王殿下登陸紀念碑 - 東石漁人碼頭 - 嘉義海巡服務區 - 東石先天宮 - 新塭嘉應廟 - 布袋嘉應廟 - 海風長堤 - 好美里彩繪村 | - 自然生態 - 北門潟湖 - 雙春濱海遊憩區 - 南灣碼頭 - 七股潟湖 - 六孔碼頭 - 黑面琵鷺生態展示館 - 七股紅樹林保護區 - 鹽田生態文化村 - 四草野生動物保護區 - 四草綠色隧道 - 產業 - 蘆竹溝觀光漁港 - 蚵寮漁港 - 北門鹽場(北門舊埕州北場鹽田) - 井仔腳瓦盤鹽田 - 將軍觀光漁港 - 台灣鹽博物館 - 七股海產街 - 青鯤鯓扇形鹽田 - 夕遊鹽樂活村(原台灣鹽樂活村) - 溪南春休閒度假漁村 - 七股管理站 - 七股鹽山 - 青山漁港 - 人文 - 北門水晶教堂 - 台灣烏腳病醫療紀念館 - 北門提溴塔 - 南鯤鯓代天府(及大鯤園) - 三寮灣東隆宮 - 東隆宮王爺信仰文物館 - 北門九氳氤(陳姓桂記墓園) - 錢來也雜貨店 - 北門嶼基督教會 - 北門自行車道 - 方圓美術館 - 篤加聚落文物展示館 - 文衡殿(林崑岡紀念館、關聖帝君文化館、漚汪人故事館) - 香雨書院(鹽分地帶文化館) - 龍山宮 - 四草礮台 - 鄭成功紀念公園 - 土城正統鹿耳門聖母廟 - 鹿耳門天后宮 - 國聖港燈塔 - 四草大眾廟 - 休閒遊樂 - 馬沙溝濱海休憩區 - 觀海樓 |

## 外部連結
- 嘉南濱海國家風景區 交通部觀光局 （页面存档备份，存于）
- 雲嘉南濱海國家風景區-北門遊客中心 交通部觀光局 （页面存档备份，存于）
- 雲嘉南濱海國家風景區-口湖遊客中心 交通部觀光局 （页面存档备份，存于）
- （繁體中文）（简体中文）（英文）（日語）交通部觀光局雲嘉南濱海國家風景區管理處 （页面存档备份，存于）